# Russell Kirk
Russell Kirk (Plymouth, 19 de outubro de 1918 – Mecosta, 29 de abril de 1994) foi um filósofo político, historiador, crítico social, crítico literário, e autor literário conhecido pela sua influência no conservadorismo americano durante o século XX.
Seu livro, The Conservative Mind, publicado em 1953, deu forma ao movimento conservador pós-Segunda Guerra Mundial. Na obra é estudado o desenvolvimento do pensamento conservador na tradição anglo-americana, dando especial atenção às ideias de Edmund Burke.

## Vida
Russell Amos Kirk, filho do maquinista de trem Russell Andrew Kirk (1897-1981) e da garçonete Marjorie Rachel Pierce Kirk (1895-1943), nasceu em 19 de outubro de 1918 na cidade de Plymouth (Michigan). Além dos pais, o avô materno Frank H. Pierce (1867-1931) exerceu grande influência na formação moral e intelectual do menino. Após cursar entre 1923 e 1936 os estudos primários e secundários, respectivamente, na Starkweather School e na Plymouth High School, Russell Kirk graduou-se em História pela Michigan State University em 1940 e obteve o Mestrado em História pela Duke University em 1941. Depois de servir nas Forças Armadas dos Estados Unidos, durante a Segunda Guerra Mundial, freqüentou a University of St. Andrews na Escócia. Em 1952, tornou-se o primeiro americano a receber o título de Ph.D por aquela universidade. "O brilhantismo intelectual de Russell Kirk foi amplamente reconhecido, o que o levou a receber inúmeros prêmios pelas obras acadêmicas e de ficção, bem como doze doutorados honoris causa."
Após completar seus estudos, Kirk assumiu uma cátedra na sua universidade de origem, Michigan State Universidade. Pediu demissão em 1953, após se desencantar com os padrões acadêmicos da instituição, o crescimento rápido no número de estudantes, a ênfase em esportes e a prioridade dada ao treinamento técnico, em detrimento das disciplinas das artes liberais. Mais tarde, ensinou durante um semestre por ano no Hillsdale College, onde era professor visitante de Humanidades.

## Ideias

### The Conservative Mind
O livro The Conservative Mind: From Burke to Santayana, é a publicação da tese de doutorado de Kirk, e contribuiu para o retorno do estudo de Burke no século XX e influenciou significativamente o conservadorismo nos Estados Unidos.

### Dez Princípios Conservadores
Em seu livro, A Política da Prudência, Kirk elenca dez princípios do conservadorismo:
1. A crença numa ordem transcendente, moral e duradoura;
2. O conservador adere ao costume, à convenção e à continuidade;
3. Conservadores acreditam no que pode ser chamado de princípio da prescrição (da consagração pelo uso);
4. Conservadores são guiados por seu princípio de prudência;
5. Conservadores prestam atenção ao princípio da diversidade;
6. Conservadores são refreados por seu princípio de imperfectibilidade;
7. Conservadores estão convencidos de que propriedade e a liberdade estão intimamente vinculadas;
8. Conservadores defendem comunidades voluntárias, da mesma forma que se opõem a um coletivismo involuntário;
9. O conservador vê a necessidade de limites prudentes sobre o poder e as paixões humanas;
10. O conservador compreende que a permanência e a mudança devem ser reconhecidas e reconciliadas em uma sociedade vigorosa.

Kirk dizia que o Cristianismo e a Civilização Ocidental eram "inimagináveis separados um do outro." e que "toda a cultura surge da religião. Quando a fé religiosa decai, a cultura também decai.

### Kirk e o Libertarianismo
Kirk baseou seu conservadorismo burkeano na tradição, na filosofia política, e na forte fé em Deus do final de sua vida, e não no libertarianismo e no livre mercado. The Conservative Mind pouco fala de economia.
Entretanto, a visão de Kirk sobre os liberais clássicos é positiva. Ele concorda com eles na existência de uma liberdade ordenada e no combate à ameaça do despotismo democrático (demagogia populista) e o coletivismo.

## Escritor

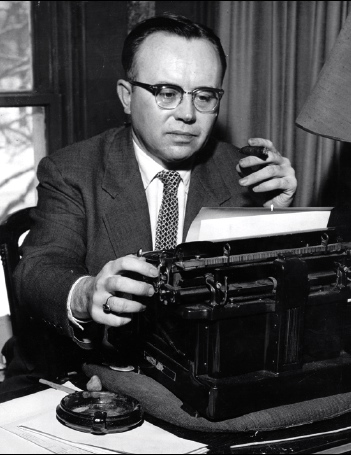
Kirk na década de 1950

Entre os livros mais importantes de Russel Kirk estão Eliot and his Age: T. S. Eliot's Moral Imagination in the Twentieth Century (1972), The Roots of American Order (1974), e o autobiográfico Sword of the Imagination: Memoirs of a Half Century of Literary Conflict (1995).

## Ficção
Kirk foi também um reconhecido autor de ficção, principalmente histórias de fantasmas, na tradição de Sheridan Le Fanu, M. R. James, e H. Russell Wakefield. Seu primeiro romance, Old House of Fear (1961), era uma história gótica. Em seguida escreveu A Creature of the Twilight (1966) — uma história de revolução e intriga política passada na África com o personagem Manfred Arcane, que aparece em outros histórias do autor — e, em seguida, um romance sobre uma casa assombrada, Lord of the Hollow Dark (1979; revista, 1989).
Durante sua vida, os contos sobrenaturais de Kirk foram editados em três volumes, The Surly Sullen Bell (1962), The Princess of All Lands (1979), e Watchers at the Strait Gate (1984), os dois últimos pela Arkham House, uma pequena editora de ficção. Todas essas 21 histórias, juntamente com uma inédita, foram reunidas em dois volumes editados pela Ash-Tree Press, uma pequena editora especializada em histórias de fantasmas: Off the Sand Road (2002) e What Shadows We Pursue (2003). Uma nova seleção de suas histórias, Ancestral Shadows (2004), foi lançada pela Wm. B. Eerdmans Publishing Company, que edita temas cristãos. Assim como autores como G. K. Chesterton, C. S. Lewis, e J. R. R. Tolkien, são encontradas ideias derivadas do cristianismo do autor na ficção de Kirk.
Sua, "There's a Long, Long Trail A-Winding" (1976) — depois incluída em The Princess of All Lands, Off the Sand Road, e Ancestral Shadows — ganhou o World Fantasy Award de melhor conto, em 1977.

### Obras
As obras de ficção de Kirk, em ordem cronológica, com o ano da primeira publicação em parênteses:
| - Balgrummo's Hell (1967; incorporada como prologo ao romance Lord of the Hollow Dark, 1989) - Behind the Stumps (1950) - The Cellar of Little Egypt (1962) - A Creature of the Twilight (1966) - An Encounter by Mortstone Pond (1984) - Ex Tenebris (1957) - Fate's Purse (1979) - The Invasion of the Church of the Holy Ghost (1983) - The Last God's Dream (1979) - Lex Talionis (1979) - Lord of the Hollow Dark (1979; o conto anterior "Balgrummo's Hell" foi incorporado como prólogo do romance, 1989) - Lost Lake (1957) - Off the Sand Road (1952) | - Old House of Fear (1961) - Old Place of Sorworth (1952; reimpresso com o título "Sorworth Place", a partir de 1962) - The Peculiar Demesne of Archvicar Gerontion (1980) - The Princess of All Lands (1979) - The Reflex-Man in Whinnymuir Close (1983) - Saviourgate (1976) - Skyberia (1952) - Sorworth Place (cf. "Old Place of Sorworth") - The Surly Sullen Bell (1950) - There's a Long, Long Trail A-Winding (1976) - Uncle Isaiah (1951) - Watchers at the Strait Gate (1980) - What Shadows We Pursue (1953) |

### Coleções de contos
Em ordem cronológica, com o ano da primeira publicação em parênteses:
- The Surly Sullen Bell (1962)
- The Princess of All Lands (1979)
- Watchers at the Strait Gate (1984)

- Portal do conservadorismo

- Off the Sand Road (2002; editado por John Pelan)
- What Shadows We Pursue (2003; editado por John Pelan)
- Ancestral Shadows (2004; editado por Vigen Guorian)